# Municipio de Ajacuba
El municipio de Ajacuba es uno de los ochenta y cuatro municipios que conforman el estado de Hidalgo, México. Cuya cabecera municipal es la localidad de Ajacuba.
Ajacuba se localiza al suroeste del territorio hidalguense entre los paralelos 20°1′ y 20°13′ de latitud norte; los meridianos 98°58′ y 99°12′ de longitud oeste; con una altitud entre 2000 y 2900 m s. n. m. Este municipio cuenta con una superficie de 239.01 km², y representa el 1.15 % de la superficie del estado; dentro de la región geográfica denominada como Valle del Mezquital.
Colinda al norte con los municipios de Mixquiahuala de Juárez, Francisco I. Madero y San Salvador; al este con los municipios de Actopan y San Agustín Tlaxiaca; al sur con el municipio de San Agustín Tlaxiaca, el estado de México y los municipios de Atotonilco de Tula y Atitalaquia; al oeste con los municipios de Atitalaquia, Tetepango y Mixquiahuala de Juárez.

## Toponimia
Del Nahuatl Atl ‘agua’, Xocotl ‘amargo o agrio’ y pan ‘sobre’ por lo que significa ‘Lugar de aguas amargas’.

## Geografía

### Relieve e hidrográfica
En cuanto a fisiografía se encuentra en la provincia Eje Neovolcánico; dentro de la subprovincia de Llanuras y Sierras de Querétaro e Hidalgo. Su territorio es llanura (29.0%), meseta (16.0%) y sierra (55.0%). Cuenta con los cerros: Jagüey Seco, El Estudiante, Los Pechitos, Peñas Coloradas, La Virgen, Locamaye, Pelón Chiquito, Loma Larga y el Cerro Tumba; caracterizándose también por sus barrancas.
En cuanto a su geología corresponde al periodo Neógeno (91.24%) y Cuaternario (1.0%); con rocas tipo ígnea extrusiva: volcanoclástica (49.0%), basalto-brecha volcánica básica (42.24%) y basalto (1.0%). En cuanto a edafología el suelo dominante es leptosol (49.24%), phaeozem (24.0%) y vertisol (19.0%).
En lo que respecta a la hidrología se encuentra posicionado en la región hidrológica del Pánuco en la cuenca del río Moctezuma; dentro de la subcuenca río Tula (89.0%), río Salado (6.0%) y río Actopan (5.0%). Es un municipio que por su ubicación y zonas con cerros, cuenta con manantiales de agua termal llamados Al Borbollón y Las Lumbreras, así como las presas denominadas “Las Palomas, La Presa; Chinfil, El Rincón, El Caballo, Angostura”; cuenta también con jagüeyes llamados “Los Cuates del Pueblo, El Mezquite, San Pablo, El Grande, El Posbí”; existen pozos en cerros que son propiedad privada como “El Pueblo, La Noria y Exsocavón”.

### Clima
El territorio municipal se encuentran los siguientes climas con su respectivo porcentaje: Semiseco templado (97.0%) y templado subhúmedo con lluvias en verano, de menor humedad (3.0%).

### Ecología
La flora en el municipio, se caracterizada principalmente por matorrales espinosos así como cactus, nopales, magueyeras y escasos bosques de encino, y en zonas urbanas encontramos una gran cantidad de árboles de pirul. En cuanto a la fauna abundan los conejos, topos, tlacuaches, ardillas, ratas, víboras, halcones, zorrillos, zopilotes, liebres, águilas y tejones entre otras especies.

## Demografía

### Población
De acuerdo a los resultados que presentó el Censo Población y Vivienda 2020 del INEGI, el municipio cuenta con un total de 18 872 habitantes, siendo   9108 hombres y 9764 mujeres. Tiene una densidad de 79.0 hab/km², la mitad de la población tiene 30 años o menos, existen 93 hombres por cada 100 mujeres.
El porcentaje de población que habla lengua indígena es de 0.34 %, y el porcentaje de población que se considera afromexicana o afrodescendiente es de 1.23 %. Tiene una Tasa de alfabetización de 99.1 % en la población de 15 a 24 años, de 93.1 % en la población de 25 años y más. El porcentaje de población según nivel de escolaridad, es de 4.7 % sin escolaridad, el 63.7 % con educación básica, el 21.1 % con educación media superior, el 10.4 % con educación superior, y el 0.1 % no especificado.
El porcentaje de población afiliada a servicios de salud es de 65.7 %. El 36.7 % se encuentra afiliada al IMSS, el 55.5 % al INSABI, el 5.1 % al ISSSTE, el 0.6 % a IMSS Bienestar, 2.6 % a las dependencias de salud de PEMEX, Defensa o Marina, el 0.3 % a una institución privada, y el 0.2 % a otra institución. El porcentaje de población con alguna discapacidad es de 5.0 %. El porcentaje de población según situación conyugal, el 29.9 % se encuentra casada, el 29.7 % soltera, el 27.9 % en unión libre, el 6.5 % separada, 0.8 % divorciada, 5.1 % viuda.
Para 2020, el Total de viviendas particulares habitadas es de 5174 viviendas, representa el 0.6 % del total estatal. Con un promedio de ocupantes por vivienda 3.7 personas. Predominan las viviendas con los siguientes materiales: adobe y concreto. En el municipio para el año 2020, el servicio de energía eléctrica abarca una cobertura del 99.1 %; el servicio de agua entubada un 56.8 %; el servicio de drenaje cubre un 96.4 %; y el servicio sanitario un 96.2 %.

### Localidades

Localidad de Santiago Tezontlale.

Para el año 2020, de acuerdo al Catálogo de Localidades, el municipio cuenta con 15 localidades.
| Código INEGI | Localidad                  | Población (2020) | Porcentaje (%) | Ámbito Población | Categoría Población |
| ------------ | -------------------------- | ---------------- | -------------- | ---------------- | ------------------- |
| 130050001    | Ajacuba                    | 8254             | 43.74          | Urbana           | Villa               |
| 130050005    | Santiago Tezontlale        | 4558             | 24.15          | Urbana           | Comunidad           |
| 130050006    | San Nicolás Tecomatlán     | 2433             | 12.89          | Rural            | Comunidad           |
| 130050003    | Vicente Guerrero           | 1800             | 9.54           | Rural            | Comunidad           |
| 130050004    | Ignacio Zaragoza           | 635              | 3.36           | Rural            | Comunidad           |
| 130050007    | Tulancalco                 | 379              | 2.01           | Rural            | Ranchería           |
| 130050002    | Emiliano Zapata            | 268              | 1.42           | Rural            | Ranchería           |
| 130050009    | El Gorrión                 | 260              | 1.38           | Rural            | Ranchería           |
| 130050035    | Barrio el Rincón Sur       | 206              | 1.09           | Rural            | Ranchería           |
| 130050008    | Santo Niño [Colonia]       | 54               | 0.29           | Rural            | Ranchería           |
| 130050034    | Las Huertas                | 9                | 0.05           | Rural            | Ranchería           |
| 130050039    | Cuernavaca                 | 7                | 0.04           | Rural            | Ranchería           |
| 130050037    | El Cerrito de las Colmenas | 6                | 0.03           | Rural            | Ranchería           |
| 130050044    | Rancho Nuevo               | 2                | 0.01           | Rural            | Ranchería           |
| 130050043    | Los Corrales               | 1                | 0.01           | Rural            | Ranchería           |

## Política

Localidad de Ajacuba.

Se erigió como municipio a partir del 16 de junio de 1936. El Ayuntamiento está compuesto por: 1 presidente municipal, 1 síndico, 8 regidores y 6 delegados municipales. El municipio está integrado 11 secciones electorales, de la 0081 a la 0091. Para la elección de diputados federales a la Cámara de Diputados de México y diputados locales al Congreso de Hidalgo, se encuentra integrado al III Distrito Electoral Federal de Hidalgo y al VII Distrito Electoral Local de Hidalgo. A nivel estatal administrativo pertenece a la Macrorregión III y a la Microrregión I, además de a la Región Operativa II Tula.

### Cronología de presidentes municipales
| Periodo                  | Nombre                            | Afiliación política        |
| ------------------------ | --------------------------------- | -------------------------- |
| 1964-1967                | Juan Mendoza López                | -                          |
| 1967-1970                | Rosendo Altamirano                | -                          |
| 1970-1973                | Adalberto Uribe Sierra            | -                          |
| 1973-1976                | Faustino Cerón Mera               | -                          |
| 1976-1979                | José Ladislao Pérez Gómez         | -                          |
| 1979-1982                | Irma Gómez Zarate                 | -                          |
| 1982-1985                | Melitón Cruz Morales              | -                          |
| 1985-1988                | Mario Castro Morales              | -                          |
| 1988-1991                | Erik Alonso Cruz Becerra          | -                          |
| 1991-1994                | Faustino Próspero Mociño R.       | -                          |
| 16/01/1994 al 15/01/1997 | Salvador Pérez Gómez              | PRI                        |
| 16/01/1997 al 15/01/2000 | Jorge Everardo Uribe Morales      | PRI                        |
| 16/01/2000 al 15/01/2003 | Faustino Cerón Zárate             | PRD                        |
| 16/01/2003 al 15/01/2006 | Marcela Copca Rojas               | PRI                        |
| 16/01/2006 al 15/01/2009 | Abel Guerrero García              | PRD                        |
| 16/01/2009 al 15/01/2012 | Daniel Cerón Romero               | Coalición Mas x Hidalgo    |
| 16/01/2012 al 04/09/2016 | Mario Pacheco Pérez               | PT                         |
| 05/09/2016 al 04/09/2020 | Salvador Pérez Gómez              | PVEM                       |
| 05/09/2020 al 14/12/2020 | Carlos Armando Arellano González  | Concejo Municipal Interino |
| 15/12/2020 al 04/09/2024 | Francisco Leopoldo Basurto Acosta | PRI                        |
| 05/09/2024 al 04/09/2027 | Zitlaly Jazmín Zúñiga Peña        | Morena                     |

## Economía
En 2015 el municipio presenta un IDH de 0.727 Alto, por lo que ocupa el lugar 36.º a nivel estatal; y en 2005 presentó un PIB de 760 957 449 pesos mexicanos, y un PIB per cápita de 47 232 (pesos a precios corrientes de 2005).
En materia de agricultura a nivel municipal los principales cultivos son el maíz, frijol y alfalfa. También se explota el maguey pulquero y nopal tunero, siendo estos de consumo doméstico principalmente. La ganadería en orden de población ganadera se tiene: aves de granjas (20,191), ovino (3674), bovino (2183), porcino (1286), caprino (197). En cuanto a pesca, la explotación de la carpa y el bagre es común en este municipio por medio de la piscicultura.
Este municipio cuenta con diferentes comercios como tiendas de ropa, zapatos, misceláneas, entre otros. De acuerdo con cifras al año 2015 presentadas en los censos económicos del INEGI, la población económicamente activa de 12 años y más del municipio asciende a 6689 de las cuales 6555 se encuentran ocupadas.